# Проценко Марія Володимирівна
Марія Володимирівна Проценко або Му Лань (кит.: 穆兰; нар. 23 лютого 1946, КНР) — українська архітекторка, відома як головна архітекторка Прип'яті під час Чорнобильської катастрофи.

## Біографія

### Раннє життя
Марія Проценко народилася в Китаї в сім'ї китайсько-українських батьків 23 лютого 1946 року. Її батько Сюй Сян Шуй (на прізвисько Володя) приохотився до опіуму після смерті її старших братів від дифтерії. Мати разом з дочкою переїхали до Казахстану, де Марія навчалася в Інституті доріг і транспорту в Оскемені. У Казахстані познайомилася з полтавцем Віктором Проценком і вийшла заміж. Наприкінці 1970-х років подружжя переїхало до України, зрештою оселившись у Прип'яті в 1978 році.

### Кар'єра

#### Архітектурна кар'єра в Прип'яті
У 1979 році Проценко стала головною архітекторкою Прип'яті, хоча їй було заборонено вступати до комуністичної партії через її китайське походження. Працюючи під керівництвом Діпромісто, вона керувала розширенням міста. Під час Чорнобильської катастрофи 1986 року її знання та доступ до карт міста допомогли їй керувати евакуацією міста. Вона була однією з останніх, хто залишив Прип'ять. Після евакуації вона співпрацювала з КДБ, щоб огородити місто.

### Подальше життя і кар'єра
У 1991 році захворіла на парапарез (слабкість ніг). Її чоловік Віктор помер у 2005 році. Смерть чоловіка, а також сина Наталя, донька Марії, пов'язує з Чорнобилем. З 2019 року Проценко викладає мистецтво, дизайн та архітектуру в Художньому інституті декоративного моделювання та дизайну в Києві. У листопаді 2021 року була ініційована краудфандингова кампанія для її медичних витрат, пов'язаних з пухлиною шлунка та жовчного міхура.